# 木造具政
木造具政（1530年—?），日本戰國時代至安土桃山時代的武將、公家。木造家最後一代當主。父親是參議、伊勢國國司兼北畠家第7代當主北畠晴具。

## 生平
在享祿3年（1530年）出生，家中三男（一說次男）。受父親晴具之命，成為左近衛中將木造具康的養子，並繼承分家木造家。
天文13年（1544年），被任命為從五位下侍從。天文21年（1552年），敘任正五位下左近衛少將。天文22年（1553年），敘任從四位下左近衛中將。天文23年（1554年），築起戶木城。
永祿12年（1569年）5月，在織田信長侵攻伊勢國時，背叛長兄具教並臣服於信長，擔任成為北畠家養嗣子的織田信雄（信長次男）的家老。在信長死後，仍然仕於信雄。在天正12年（1584年）的小牧長久手之戰中，死守戶木城，並與羽柴秀吉方的蒲生氏鄉軍戰鬥，不過因為信雄與秀吉結成和議，於是從城中退去。